# Unterseeboot U-44 (1914)
Pour les autres navires du même nom, voir Unterseeboot 44.
L'Unterseeboot U-44 est l’un des 329 sous-marins servant dans la Kaiserliche Marine pendant la Première Guerre mondiale. Il a participé à la guerre navale et a pris part à la première bataille de l'Atlantique. Lancé en 1915, il est coulé en août 1917.

## Opérations
L'U-44, sous le commandement de Paul Wagenführ, fut achevé à Dantzig vers juin ou juillet 1915. Il rejoint ensuite l’école de Kiel, où il reste jusqu’au 20 août 1915. Il se rend ensuite en mer du Nord et est rattaché à la 3e demi-flottille.
Du 25 au 26 septembre 1915, il patrouille dans la baie Allemande. Il patrouille encore dans la baie du 5 au 10 octobre, du 16 au 21 octobre et du 26 au 29 octobre 1915.
Du 14 au 25 décembre 1915, il croise en mer du Nord.
Du 17 au 28 janvier 1916, il croise en mer du Nord jusqu’à la côte nord-est de l’Angleterre.
Du 18 mars au 17 avril 1916, il est aux approches de la Manche. Il est le sous-marin qui a torpillé le HMS Begonia. Il a coulé cinq navires à vapeur et deux voiliers.
Du 17 mai au 3 juin 1916, il patrouille en mer du Nord durant la bataille du Jutland.
Du 16 au 21 juillet 1916, il patrouille en mer du Nord, mais doit revenir avec une avarie.
Du 26 juillet au 5 août 1916, il est en mer du Nord, mais doit revenir en raison de mauvaises conditions météorologiques.
Du 16 au 21 août 1916, il patrouille en mer du Nord.
Du 17 au 29 septembre 1916, il croise vers le chenal de Fair Isle, coulé deux navires à vapeur, un yacht armé et un chalutier armé.
Du 1er au 25 janvier 1917, il va vers le Nord vers le sud-ouest de l’Irlande. Il est de retour avec une fissure à l’arbre d'hélice. Il a coulé un navire à vapeur et trois petits navires (chalutiers).
Le 19 février 1917, il part vers le Nord, mais est revenu le lendemain avec une avarie.
Du 24 février au 24 mars 1917, il est dans l’Atlantique nord. Il a coulé trois voiliers et cinq navires à vapeur.
Du 23 avril au 7 mai 1917, il est à l’ouest de l’Irlande. Il a coulé un voilier et un navire à vapeur.
Le 12 août 1917, l'U-44 est éperonné et coulé en mer du Nord au sud de la Norvège à la position 58° 50′ N, 4° 20′ E par le destroyer de la Royal Navy HMS Oracle, causant la perte de l’ensemble de ses 44 membres d’équipage.

## Affectations
- III Flottille : de date de début inconnue au 12 août 1917.

## Commandants
- Kapitänleutnant Paul Wagenführ[3] : du 7 mai 1915 au 12 août 1917

## Navires coulés
| Date              | Nom                 | Nationalité    | Tonnage | Destin.             |
| ----------------- | ------------------- | -------------- | ------- | ------------------- |
| 25 mars 1916      | Ottomar             | Empire russe   | 327     | Coulé               |
| 27 mars 1916      | Manchester Engineer | United Kingdom | 4302    | Coulé               |
| 29 mars 1916      | HMS Begonia         | Royal Navy     | 1250    | Endommagé           |
| 30 mars 1916      | Bell                | Norvège        | 3765    | Coulé               |
| 31 mars 1916      | Achilles            | United Kingdom | 7043    | Coulé               |
| 31 mars 1916      | Goldmouth           | United Kingdom | 7446    | Coulé               |
| 31 mars 1916      | Hans Gude           | Norvège        | 1110    | Coulé               |
| 1 avril 1916      | Ashburton           | United Kingdom | 4445    | Coulé               |
| 27 septembre 1916 | Thurso              | United Kingdom | 1244    | Coulé               |
| 16 janvier 1917   | Baron Sempill       | United Kingdom | 1607    | Coulé               |
| 23 janvier 1917   | Agnes               | United Kingdom | 125     | Capturé comme prise |
| 23 janvier 1917   | George E. Benson    | United Kingdom | 155     | Capturé comme prise |
| 23 janvier 1917   | Vera                | United Kingdom | 150     | Capturé comme prise |
| 6 mars 1917       | Caldergrove         | United Kingdom | 4327    | Coulé               |
| 6 mars 1917       | Fenay Lodge         | United Kingdom | 3223    | Coulé               |
| 7 mars 1917       | Ohio                | France         | 8719    | Coulé               |
| 8 mars 1917       | Dunbarmoor          | United Kingdom | 3651    | Coulé               |
| 8 mars 1917       | Silas               | Norvège        | 750     | Coulé               |
| 10 mars 1917      | Aracataca           | United Kingdom | 4154    | endommagé           |
| 14 mars 1917      | Bray Head           | United Kingdom | 3077    | Coulé               |
| 16 mars 1917      | Narragansett        | United Kingdom | 9196    | Coulé               |
| 28 avril 1917     | Vacuum              | United States  | 2551    | Coulé               |
| 2 mai 1917        | Natuna              | Norvège        | 1121    | Coulé               |
| 21 juillet 1917   | HMT Robert Smith    | Royal Navy     | 211     | Coulé               |
| 24 juillet 1917   | Thorsdal            | Norvège        | 2200    | Coulé               |
| 27 juillet 1917   | John Hays Hammond   | United States  | 132     | Coulé               |
| 5 août 1917       | HMS Bracondale      | Royal Navy     | 2095    | Coulé               |